# Photos-souvenirs
Singles de William Sheller
Rock'n'Dollars
(1975) Dans un vieux rock'n'roll
(1976)
Photos-souvenirs est une chanson écrite, composée et interprétée par William Sheller en 1975. Paru sur l'album William Sheller, le titre est le second extrait (même si en face A du 45 tours se trouve La Fille de Montréal) à être sorti en single.
Entre le 6 octobre au 9 novembre 1975, le single s'est vendu à plus de 27 600 exemplaires.

## Paroles et composition
Pour cette chanson, Sheller était intrigué par le style particulier et le vibrato en tempo avec la musique de Véronique Sanson et s'est donc amusé à écrire un morceau « façon Sanson ». 
Dans cette chanson, William cite une très longue liste de villes où il pourrait chercher la fille dont il parle.

## Classements hebdomadaires
| Classement (1975)                       | Meilleure place |
| --------------------------------------- | --------------- |
| Belgique (Wallonie Ultratop 50 Singles) | 44              |
| France (IFOP)                           | 33              |

## Reprises
La chanson est reprise en 2013 par la chanteuse Christine and the Queens sur son EP Nuit 17 A 52.